# Jerzy z Podiebradów
Jerzy z Podiebradów (cz. Jiří z Kunštátu a Poděbrad) (ur. 6/23 kwietnia 1420 w Podiebradach, zm. 22 marca 1471 w Pradze) – król Czech w latach 1458–1471, zwolennik nauk Jana Husa.

## Życiorys

### Dzieciństwo i młodość
Jerzy był synem Wiktoryna z Podiebradów, czeskiego możnowładcy, stronnika Jana Žižki, który przeszedł z obozu sierotek, radykalnego odłamu husyckich taborytów na stronę umiarkowanych kalikstynów. Jako czternastoletni chłopiec brał udział w bitwie pod Lipanami, która przyniosła koniec ruchu taborytów. Jeszcze w młodości współdowodził wojskami czeskimi, które pokonały króla niemieckiego Albrechta II, zięcia i sukcesora króla Zygmunta.

### Działalność polityczna
Wkrótce został znacznym członkiem umiarkowanego odłamu husytów, a po śmierci Hynka Ptáčka z Pirksteina – jego przywódcą. Do czasu osiągnięcia pełnoletniości przez Władysława, syna Albrechta, który urodził się po śmierci ojca, kraj podzielił się na dwa obozy – katolicki, rządzony przez Ulryka z Rożemberka (Oldřich II. z Rožmberka) (1403–1462), oraz husycki, kierowany przez Jerzego.
Po szeregu nieudanych prób pokojowego zjednoczenia, Jerzy zdecydował się na rozwiązanie siłowe. Stopniowo powiększał armię w północno-wschodnich Czechach, gdzie husyci posiadali wielu zwolenników oraz gdzie były usytuowane jego umocnione posiadłości. Z 10-tysięcznymi siłami pomaszerował z Kutnej Hory do Pragi, gdzie w nocy z 2 na 3 września 1448 roku prawie bez oporu przejął władzę nad stolicą. Doprowadziło to do nowej wojny domowej, jednak Jerzemu udało się pokonać szlachtę katolicką. W roku 1451 cesarz Fryderyk III, jako suzeren młodego króla Władysława, powierzył mu zarządzanie Czechami. Rok później zwołany kongres wyznaczył go na regenta.
Walki nie kończyły się, a położenie Jerzego skomplikowało się, gdy koronowany w roku 1453 młody król Władysław opowiedział się po stronie katolickiej, honorując jednakże wcześniejsze umowy wyznaniowe kompaktatów praskich i przywileje stanowe. Także w 1453 roku Jerzy wykupił ziemię kłodzką i księstwo ziębickie. Król potwierdził jego tytuł na Kłodzku, a w 1456 także jako księcia ziębickiego.

### Król Czech
W 1457 król Władysław zmarł nagle, co doprowadziło do pojawienia się oskarżeń Jerzego o otrucie władcy. Jednak 2 marca 1458 czescy właściciele ziemscy jednomyślnie wybrali Jerzego na króla – poparli go nawet zwolennicy Habsburgów. 
Celem umocnienia swojej pozycji, Jerzy zabiegał o koronację według rytuału ustanowionego dla królów czeskich jeszcze przez Karola IV. Przeszkodą ku temu był jednak fakt, iż uroczystości musieli przewodniczyć biskupi – w domyśle uznawani przez papieża, podczas gdy arcybiskup Pragi Jan Rokycana od 1435 był nieuznawany ze względu na bycie utrakwistą, zaś spośród dwóch czeskich katolickich biskupów jeden był dopiero nominatem, a drugi znajdował się w opozycji do króla. W zaistniałej sytuacji Jerzy zwrócił się z prośbą o wsparcie do króla Węgier Macieja Korwina, który wyraził zgodę na wyjazd do Pragi dwóch węgierskich biskupów, którzy mieli przewodniczyć ceremonii. Ci jednak, po zasięgnięciu rady u przebywającego ówcześnie na Węgrzech legata papieskiego Juana Carvajala, uczynili zadość prośbie Jerzego dopiero wówczas, gdy zgodził się on przysiąc podczas prywatnej ceremonii, że podczas swoich rządów doprowadzi lud czeski do pełnej jedności z Kościołem. 7 maja 1458 Jerzy został koronowany w Katedrze św. Wita w Pradze.
Kilka miesięcy po wyborze Jerzego, w sierpniu 1458 papieżem został wybrany nieprzychylny mu Pius II, którego wrogość do husyckiego króla okazała się znaczną przeszkodą w rządach. Papiestwo nigdy nie uznało ustaleń kompaktatów praskich, na których opierał się Jerzy, który z kolei argumentował, iż dokument ten został zatwierdzony przez sobór bazylejski. Do kulminacji sporu między Piusem II a Jerzym z Podiebradów doszło w 1462 roku, kiedy to najpierw 31 marca papież przekazał czeskiemu poselstwu, że kompaktaty zostały oficjalnie unieważnione, zaś 12 sierpnia na zjeździe dostojników czeskich w Pradze, Jerzy skrytykował postawę papieża, jak również zdecydował się na wtrącenie do więzienia reprezentującego kurię rzymską legata Fantinusa de Valle. Doprowadziło to do znacznego pogorszenia stosunków Czech z Rzymem i rozpoczęło serię zabiegów papieskich mających na celu złożenie Jerzego z tronu.
Próbując umocnić swoją pozycję międzynarodową, Jerzy zabiegał o międzypaństwowy sojusz antyturecki, który na dworach europejskich w latach 1465–1467 bezskutecznie propagowało jego poselstwo. Śmierć Piusa przeszkodziła papiestwu w ogłoszeniu nowej krucjaty przeciw husyckiemu królestwu. W 1459 podniósł ziemię kłodzką do rangi hrabstwa, a w 1465 pozyskał dla swego rodu księstwo opawskie.
W 1462 na zjeździe z Kazimierzem Jagiellończykiem w Głogowie zatwierdził świeże nabytki Królestwa Polskiego na Śląsku (hołd lenny z księstwa zatorskiego w 1456 a rok później wykup oświęcimskiego).
Jerzy miał wielu wrogów pośród katolickiej szlachty czeskiej, a spośród ziem koronnych szczególnie opierał mu się Wrocław, gdzie obok rady miejskiej ważną rolę odgrywał biskup Jodok z Rożemberka, pochodzący z możnego, południowoczeskiego rodu szlacheckiego będącego filarem katolicyzmu w królestwie. Miasto zobowiązało się do złożenia hołdu dopiero w 1460 roku wskutek oblężenia wojsk królewskich. Przedstawiciele katolickiej opozycji spotkali się na zamku Zelená Hora w zachodnich Czechach 28 listopada 1465 roku i zawarli pakt przeciwko królowi znany jako Unia Zielonogórska. Konfederacja była wspierana przez papiestwo, choć król, po śmierci Piusa II, znowu próbował negocjacji z kurią i nowym papieżem Pawłem II. Zerwano je po tym, jak papież znieważył wysłanników króla czeskiego.
23 grudnia 1466 Paweł II ekskomunikował Jerzego i wymówił mu koronę Czech, zakazując jednocześnie katolickim poddanym posłuszeństwa wobec władcy. Do wystąpień katolickiej szlachty czeskiej dołączyli cesarz Fryderyk III i król Węgier, Maciej Korwin, zięć i dawny sojusznik Jerzego. Podiebrad pokonał Korwina w lutym 1469 pod Vilémovem, ale uwolnił przeciwnika po obietnicy współpracy. Korwin złamał dane słowo i 3 maja 1469 został obwołany w Ołomuńcu, na przeważająco katolickich Morawach antykrólem przez część szlachty opozycyjną wobec Jerzego. W następnym roku Jerzy odniósł szereg sukcesów przeciw Maciejowi.
Schorowany Jerzy zmarł 22 marca 1471. Jego następcą – w ziemiach niezajętych przez Korwina – zgodnie z wcześniejszymi układami obrano w Kutnej Horze – Władysława Jagiellończyka, syna polskiego króla Kazimierza, prawnuka cesarza i króla Czech Zygmunta Luksemburskiego. Władysław i Maciej ułożyli się w 1479 roku co do swych praw do korony czeskiej zawierając pokój w Ołomuńcu, w którym wzajemnie uznali swe tytuły i uzgodnili zasady dziedziczenia.

## Potomstwo
Jerzy z Podiebradów był dwukrotnie żonaty. w 1441 roku poślubił Kunegundę ze Šternberka, która zmarła w 1449. Rok później zawarł drugi związek małżeński z Joanną z Rožmitálu (zm. 1475). Z pierwszego małżeństwa miał sześcioro dzieci:
- Boczek (1442–1496)
- Wiktoryn (1443–1500), od 1459 roku książę Rzeszy, książę ziębicki, opawski i hrabia kłodzki
- Barbara (1446–1474)
- Henryk Starszy (1448–1498), od 1462 książę Rzeszy, książę ziębicki, oleśnicki, wołowski i hrabia kłodzki
- Katarzyna (1449–1464), królowa węgierska, żona Macieja Korwina
- Zdeňka (Sidonie) (1449–1510), księżna saska, żona Albrechta Odważnego.

Z drugiego małżeństwa Jerzy z Podiebradów doczekał się czworga dzieci:
- Henryk Młodszy (Hynek) (1452–1492), od 1462 roku książę Rzeszy, książę ziębicki i hrabia kłodzki
- Fryderyk (1453–1458)
- Jerzy (1454/1455–1459/1462)
- Ludmiła (1456–1503), żona Fryderyka I, księcia legnickiego.

## Upamiętnienie
Mimo że Jerzy nie ustanowił na tronie królestwa własnej dynastii, jako pierwszy rodzimy władca na tronie od wygaśnięcia Przemyślidów cieszył się estymą rodaków, zwłaszcza w czasach XIX-wiecznego czeskiego odrodzenia narodowego. W 1896 wystawiono mu konny posąg w Pradze autorstwa Bohuslava Schnircha.
W praskiej dzielnicy Vinohrady znajduje się plac jego imienia (cz. náměstí Jiřího z Poděbrad), a pod nim stacja linii A metra praskiego o tej samej nazwie. Upamiętniające go ulice i place istnieją w szeregu miast, m.in. w Ołomuńcu, Ostrawie, Igławie, Pardubicach.

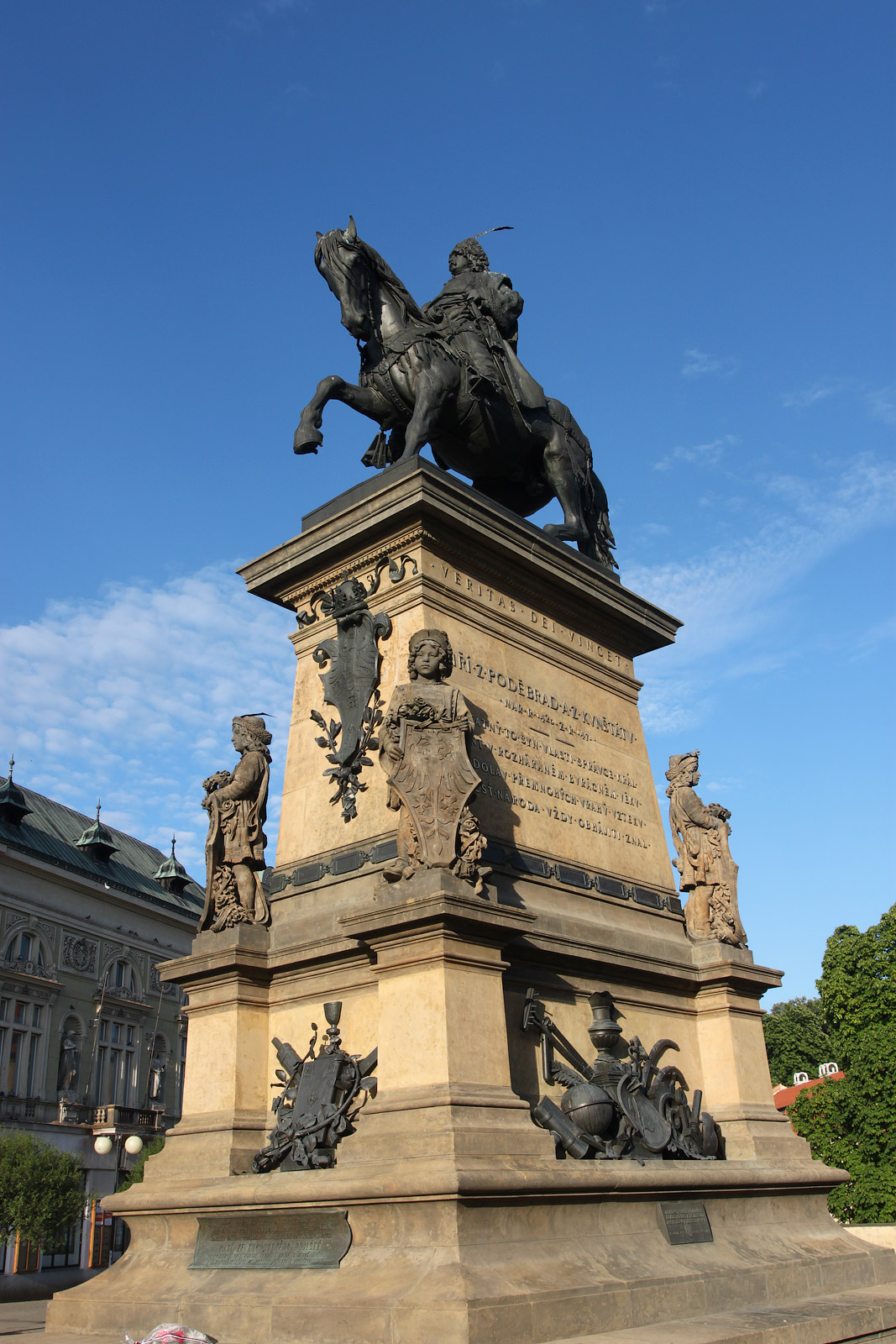
Prażański pomnik króla z 1896 autorstwa Bohuslava Schnircha
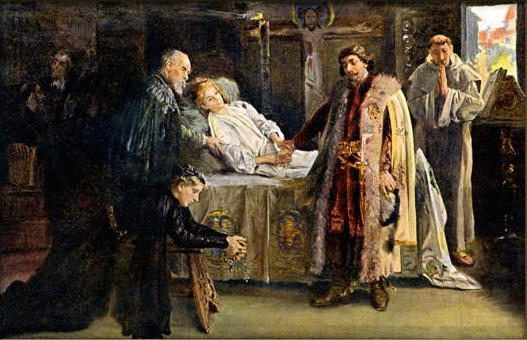
Jerzy z Podiebradów przy łożu śmierci Władysława Pogrobowca, obraz Jana Škramlíka
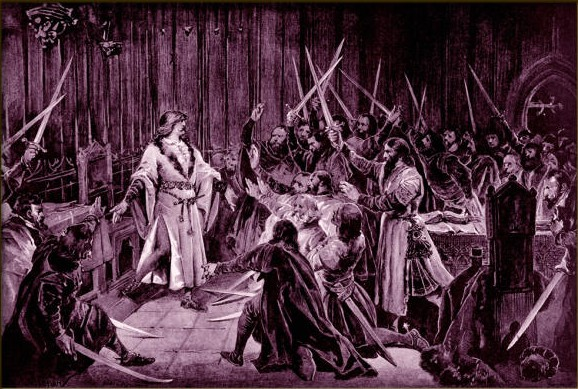
Wybór Jerzego z Podiebradów na króla czeskiego, obraz Adolfa Liebschera
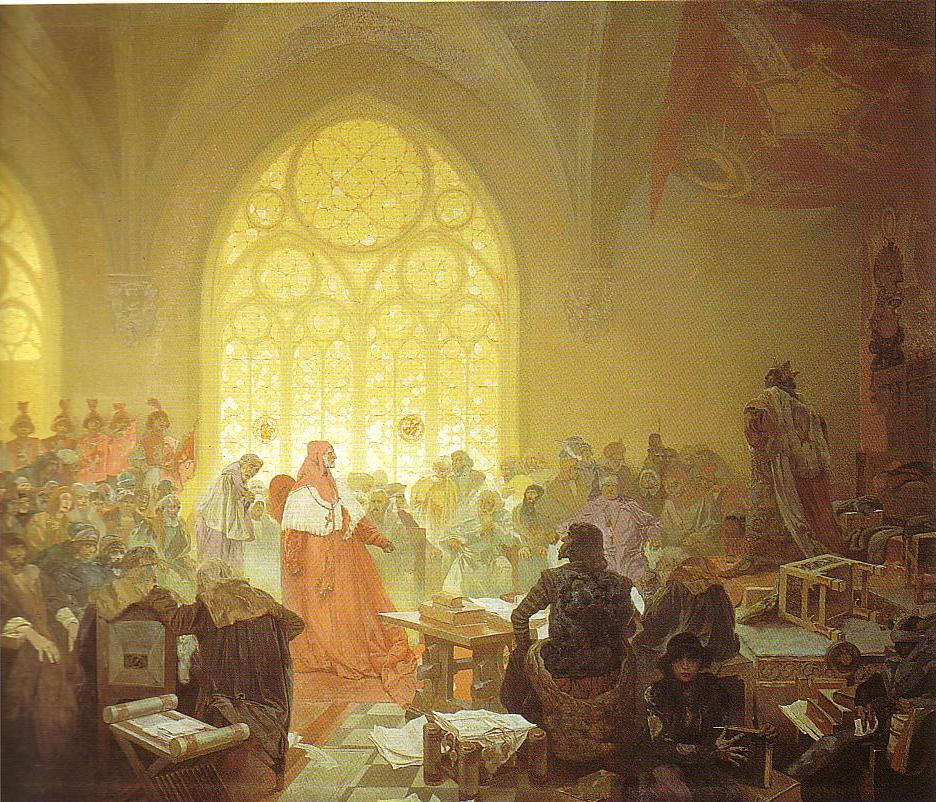
Jerzy z Podiebradów na obrazie Alfonsa Muchy pokazuje kard. Fantinowi miejsce Kościoła katolickiego podczas jego elekcji na króla

## Genealogia
| Prapradziadkowie                                                                | Wiktoryn Boček z Podiebradów, pan Kunštátu (1403–1427) ∞ok. 1419 Anna z Vartenberka (ok. 1402–?)          | Smil Holický, pan Šternberka (ok. 1390–1433) ∞ok. 1423 Barbara z Pardubic (1408–1431)                     | elektor Brandenburgii Fryderyk I (1371–1440) ∞1401 Elżbieta bawarska (1383–1442)                          | margrabia Badenii Jakub (1407–1453) ∞1421 Katarzyna lotaryńska (1407–1439)                                | ks. żagański Henryk VIII Wróbel (1357–1397) ∞1388 Katarzyna opolska (ok. 1367–1420) | elektor Saksonii Rudolf III (ok. 1367–1419) ∞1396 Barbara legnicka (1372–1436)   | ks. opawski Przemysł I (1365–1433) ∞ok. 1405 Katarzyna ziębicka (ok. 1390–1422)  | Půta Młodszy, pan Častolovic (ok. 1400–1434) ∞ok. 1420 Anna z Koldic (ok. 1405–ok. 1450) |
| Pradziadkowie                                                                   | kr. Czech Jerzy z Podiebradów (1420–1471) ∞1441 Kunegunda ze Šternberka (1612-1687)                       | kr. Czech Jerzy z Podiebradów (1420–1471) ∞1441 Kunegunda ze Šternberka (1612-1687)                       | elektor Brandenburgii Albrecht III Achilles (1414–1486) ∞1446 Małgorzata badeńska (1431–1457)             | elektor Brandenburgii Albrecht III Achilles (1414–1486) ∞1446 Małgorzata badeńska (1431–1457)             | ks. żagański Jan I (ok. 1385–1439) ∞1408 Scholastyka saska (1391–1463)              | ks. żagański Jan I (ok. 1385–1439) ∞1408 Scholastyka saska (1391–1463)           | ks. opawski Wilhelm (ok. 1410–1452) ∞1442 Salomea z Častolovic (ok. 1426–1489)   | ks. opawski Wilhelm (ok. 1410–1452) ∞1442 Salomea z Častolovic (ok. 1426–1489)           |
| Dziadkowie                                                                      | ks. ziębicki i oleśnicki Henryk I Starszy (1448–1498) ∞1467 Urszula Branderburska (1450-1508) (1450–1508) | ks. ziębicki i oleśnicki Henryk I Starszy (1448–1498) ∞1467 Urszula Branderburska (1450-1508) (1450–1508) | ks. ziębicki i oleśnicki Henryk I Starszy (1448–1498) ∞1467 Urszula Branderburska (1450-1508) (1450–1508) | ks. ziębicki i oleśnicki Henryk I Starszy (1448–1498) ∞1467 Urszula Branderburska (1450-1508) (1450–1508) | ks. żagański Jan II Szalony (1435–1504) ∞1462 Katarzyna Przemyślidka (1443–1505)    | ks. żagański Jan II Szalony (1435–1504) ∞1462 Katarzyna Przemyślidka (1443–1505) | ks. żagański Jan II Szalony (1435–1504) ∞1462 Katarzyna Przemyślidka (1443–1505) | ks. żagański Jan II Szalony (1435–1504) ∞1462 Katarzyna Przemyślidka (1443–1505)         |
| Rodzice                                                                         | ks. ziębicki i oleśnicki Karol I (1476–1536) ∞1488 Anna żagańska (ok. 1480–1541)                          | ks. ziębicki i oleśnicki Karol I (1476–1536) ∞1488 Anna żagańska (ok. 1480–1541)                          | ks. ziębicki i oleśnicki Karol I (1476–1536) ∞1488 Anna żagańska (ok. 1480–1541)                          | ks. ziębicki i oleśnicki Karol I (1476–1536) ∞1488 Anna żagańska (ok. 1480–1541)                          | ks. ziębicki i oleśnicki Karol I (1476–1536) ∞1488 Anna żagańska (ok. 1480–1541)    | ks. ziębicki i oleśnicki Karol I (1476–1536) ∞1488 Anna żagańska (ok. 1480–1541) | ks. ziębicki i oleśnicki Karol I (1476–1536) ∞1488 Anna żagańska (ok. 1480–1541) | ks. ziębicki i oleśnicki Karol I (1476–1536) ∞1488 Anna żagańska (ok. 1480–1541)         |
| Jan Podiebradowicz (1509–1565) ks. ziębicki i oleśnicki ∞ Krystyna Szydłowiecka | | | | |                                                                                     |                                                                                  |                                                                                  |                                                                                          |